# Brunogeierita
La brunogeierita és un mineral germanat que pertany a la classe dels silicats. Va ser descoberta l'any 1972 a Tsumeb, Oshikoto, Namíbia i rep el seu nom en honor de Bruno H. Geier (1902-1987), cap mineralogista de la companyia Tsumeb Corporation Limited.

## Característiques
La brunogeierita és un germanat de fórmula química Fe₂2+Ge4+O₄, el nom d'aquest compost químic és germanat de ferro(II). Cristal·litza en el sistema isomètric de fins a 5 mm. És de color gris-negre. La seva duresa a l'escala de Mohs és 5.
Segons la classificació de Nickel-Strunz, la brunogeierita pertany a «9.AC - Nesosilicats sense anions addicionals; cations en coordinació octaèdrica [6]» juntament amb els següents minerals: faialita, forsterita, glaucocroïta, kirschsteinita, laihunita, liebenbergita, tefroïta, monticel·lita, ringwoodita i chesnokovita.

## Formació i jaciments
La brunogeierita original va apareix a la zona baixa d'oxiació d'un dipòsit polimetàl·lic hidrotermal que contenia dolomia.
A part de la troballa original a Namíbia, la brunogerita ha estat trobada només als Pirineus d'Occitània a les següents localitats: Coflens, Sent Gironç, Argut, Banhèras de Luishon, Couledox, i Lorda.
Sol trobar-se associada a altres minerals com: tennantita, renierita, estotita, esfalerita i magnetita.